# Vaccinium microcarpum
Canneberge à petits fruits, Airelle à petit fruit
Ne doit pas être confondu avec Vaccinium macrocarpon.
Espèce
Classification phylogénétique
Statut de conservation UICN

 LC  : Préoccupation mineure
Vaccinium microcarpum, de noms communs Canneberge à petits fruits ou Airelle à petit fruit, est une espèce de plantes à fleurs de la famille des Ericaceae et du genre Vaccinium.

## Description

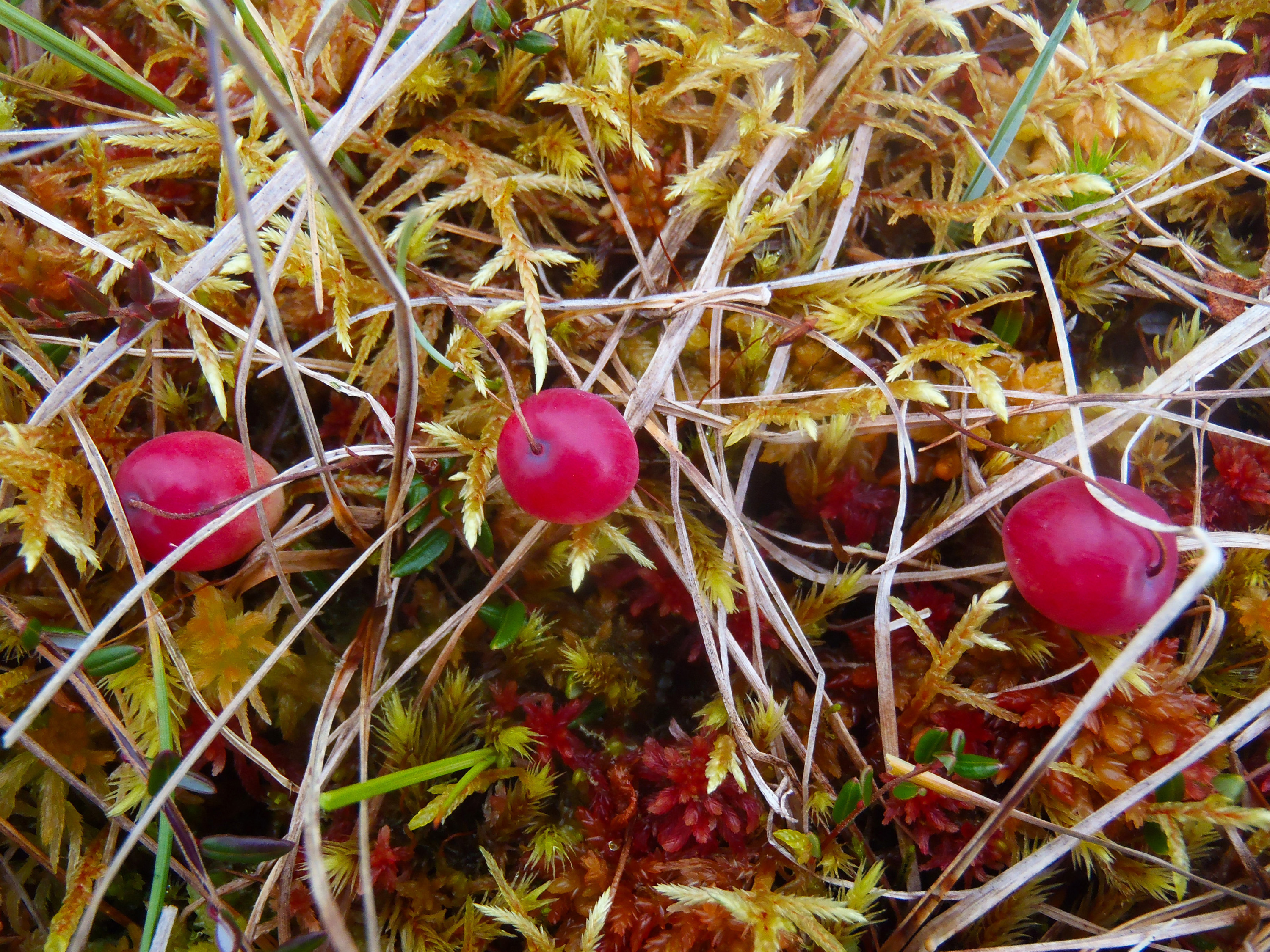
Fruits et feuilles.

### Appareil végétatif
C'est une plante vivace de 2 à 20 cm de hauteur, à rameaux filiformes, rampants. Les feuilles sont persistantes, coriaces, triangulaires-ovales, aiguës, tronquées ou échancrées à la base ; la face supérieure du limbe foliaire est luisante, la face inférieure grisâtre. 

### Appareil reproducteur
Les fleurs sont disposées par 1 à 4 à l'extrémité des rameaux ; les pédoncules sont glabres ; la corolle est formée de 4 lobes lancéolés, rose vif, réfléchis ; les filets des étamines sont velus, plus longs que les anthères (cornes comprises) à la floraison. Le fruit est une baie rouge sphérique, d'environ 8 mm de diamètre. La floraison se déroule de mai à juillet.

### Confusions possibles
C'est une espèce très proche de Vaccinium oxycoccos L.; elle s'en distingue par son pédoncule fructifère glabre et ses étamines velues.

## Habitat et écologie
La plante est chaméphyte. Elle pousse sur les tapis de sphaignes au sein des tourbières bombées.

## Répartition

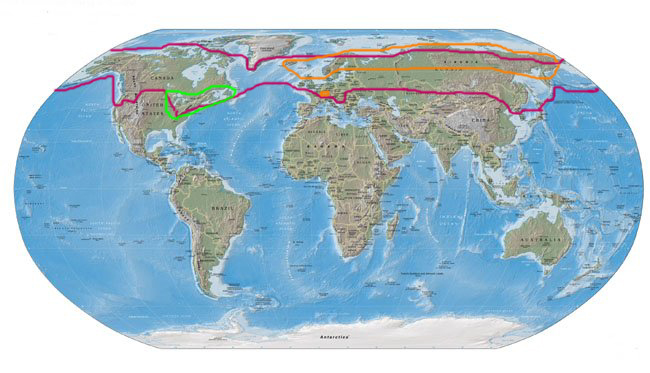
Carte d'implantation de la canneberge dans le monde.
Rouge : Vaccinium oxycoccos ; Orange : Vaccinium microcarpum ; Vert : Vaccinium macrocarpon.

La répartition de cette espèce reste mal connue, la plante étant souvent confondue avec V. occycoccos ; sa présence est confirmée dans le Massif central, le Jura et les Alpes,. Elle est également présente en Asie du nord.

## Menaces et conservation
La plante est en préoccupation mineure en France mais est menacée dans plusieurs régions françaises (elle est notamment classée en danger critique d'extinction (CR) en Bourgogne. Les menaces pesant sur l'espèce sont, comme pour la plupart des espèces, la dégradation de ses milieux par eutrophisation ou assèchement (drainage...).

## Synonymes
- Oxycoccus microcarpus Turcz. ex Rupr., 1845
- Oxycoccus palustris subsp. microcarpus (Turcz. ex Rupr.) Nyman, 1879
- Oxycoccus quadripetalus subsp. microcarpus P.Fourn., 1937
- Oxycoccus quadripetalus subsp. microcarpus (Turcz. ex Rupr.) Schinz & R.Keller, 1923
- Vaccinium oxycoccos subsp. microcarpum (Turcz. ex Rupr.) A.Blytt, 1905
- Vaccinium oxycoccos subsp. microcarpum (Turcz. ex Rupr.) Kitam., 1972[4]